# Карбон (Индијана)
Карбон (енгл. Carbon) град је у америчкој савезној држави Индијана.

## Демографија
По попису из 2010. године број становника је 397, што је 63 (18,9%) становника више него 2000. године.
| Група             | 2000.       | 2010.       |
| Белци             | 329 (98,5%) | 380 (95,7%) |
| Афроамериканци    | 0 (0,0%)    | 0 (0,0%)    |
| Азијати           | 0 (0,0%)    | 0 (0,0%)    |
| Хиспаноамериканци | 4 (1,2%)    | 12 (3,0%)   |
| Укупно            | 334         | 397         |